# Mr. Basic Meets Bits 'n Bytes
Mr. Basic Meets Bits 'n Bytes (Mr.BASIC Meets Bits' n Bytes sur l'écran titre) est un jeu vidéo développé et publié par Mattel Electronics en 1983 pour le module Entertainment Computer System de la console Intellivision. Il s'agit d'une compilation de trois jeux simples, dont le but est principalement d'initier les joueurs à la programmation en Basic en leur permettant de changer les valeurs des variables ou de modifier une partie du code source.
Il devait initialement faire partie d'une série de trois logiciels éducatifs destinés à l'initiation à la programmation sur l'ECS, avec Game Factory (ou Game Maker, dédié à la conception de jeux, avec des graphismes et des systèmes de jeu prêts à utiliser) et Program Builder (un assistant pour la programmation Basic de niveau intermédiaire),,,.

## Système de jeu
Le jeu nécessite le module ECS et le clavier Computer Keyboard, transformant la console en micro-ordinateur. Il est toutefois possible de lancer le jeu sur les modèles anciens d'Intellivision sans ECS, mais dans ce cas-là seuls les mini-jeux se lancent, sans aucun accès aux fonctions avancées
- Vampire Bats : le joueur (l'exterminateur) doit défendre un bâtiment contre des chauves-souris qui rongent le toit, en lâchant des grenades sur elles.
- The Cannon : une reprise d'un grand classique où le joueur doit définir la puissance et l'angle de tir d'un canon pour détruire l'ennemi. Il est possible de modifier divers paramètres pour changer la physique du monde du jeu par exemple.
- Mr. Basic : le joueur évolue dans une salle de serveurs informatiques et doit la maintenir propre et bien rangée en attrapant les « bit » et les « byte » qui s'échappent d'une imprimante et en les rapportant dans l'ordinateur. Là aussi il est possible de modifier les variables du jeu et d'autres paramètres via le langage Basic.

Le jeu est fourni avec un manuel d'instructions de 72 pages en reliure spirale, qui reste le plus long de tous les manuels de jeux de la console. Il explique, pour chacun des 3 jeux, les contrôles à la manette, puis au clavier Computer Keyboard et fournit plusieurs exemples en Inty Basic pour modifier le comportement du jeu. 